# Anthony Bijkerk
Anthony Theodoor ("Ton") Bijkerk, né à Bandoeng le 19 février 1931 et mort à Groningue le 7 décembre 2017, est un historien du sport néerlandais, nageur et vétéran originaire de la Nouvelle-Guinée néerlandaise.

## Natation et water-polo
Né dans les Indes orientales néerlandaises, Anthony Bijkerk commence à nager au club de natation Mangarai à Batavia en 1941. 
Après l'occupation japonaise en 1942, il passe trois ans et demi dans un camp japonais. En mai 1946, il embarque avec sa famille sur le MS Boissevain jusqu'au Pays-Bas. Bijkerk y devient devenu membre du HVGB (Heerlijk Verkwikkend Gezond Baden Haarlem), où il pratique simultanément la natation et le water-polo. 
En 1949 et 1950, il termine deuxième du 100 mètres dos aux championnats néerlandais et est inclus dans la sélection nationale. Il joue aussi dans la première ligue avec l'équipe de water-polo. 
Bijkerk se rend au Royal Marine Institute (KIM) et devient membre du club de natation militaire De Zwaardvis. En 1951, Bijkerk devient champion militaire du dos. Il est également l'un des fondateurs des championnats militaires de water-polo,.

## Carrière
Bijkerk est officier dans la Royal Navy pendant douze ans et sert comme lieutenant-commandant de 1re classe en Nouvelle-Guinée néerlandaise. De 1966 jusqu'à sa retraite le 1er mars 1990, il travaille comme fonctionnaire pour la commune de Leeuwarden en tant que directeur du service des sports et des loisirs. À sa retraite, Bijkerk est décoré Chevalier de l'Ordre d'Orange Nassau.

## Historien olympique
En 1960, Bijkerk achète le livre allemand 60 Jahre Olympic Spiele de Ferenc Mező, dans lequel il lit que les Néerlandais participent déjà aux Jeux olympiques d'été de 1900. Ceci était auparavant inconnu du comité olympique néerlandais. 
Au départ, il s'intéresse principalement aux participants militaires, mais, en 2012, il finit par répertorier plus de 2 700 participants olympiques néerlandais. Son livre Olympisch Oranje, qui reçoit plusieurs réimpressions et ajouts, devient ensuite un ouvrage de référence dans ce domaine. 
Bijkerk établit, entre autres, la véritable identité du tireur sportif qui a remporté une médaille de bronze avec l'équipe néerlandaise dans la section pistolet militaire en 1900 : pas Gerardus van Haan ou Gerardus van Loon, comme indiqué dans de nombreuses publications, mais Dirk Boest Gips. Il découvre aussi que l'athlète Sijtse Jansma, médaillé d'argent au tir à la corde en 1920, « revendiqué » par les États-Unis, est en réalité un Hollandais. 
Bijkerk est aussi un collectionneur de souvenirs olympiques. Sa collection forme la base du Musée néerlandais des sports olympiques à Lelystad, ouvert en 2005 puis fermé en 2014. 
En 2016, Bijkerk transfère environ 3 500 livres olympiques à l'Université des sciences appliquées d'Amsterdam (AUAS) et une partie de sa collection part au Qatar Olympic &amp; Sports Museum (QOSM). Il possède vingt torches olympiques et est autorisé à réaliser un relai avec la flamme olympique en 2004.
En 1991, il cofonde la Société internationale des historiens olympiques (International Society of Olympic Historians, ISOH), dont est le secrétaire général jusqu'en 2016. En 2001, il reçoit l'Ordre olympique en argent pour ses travaux. En 2011, il reçoit la médaille d'honneur NOC*NSF.

## Vie privée
Il est père de deux filles et d'un fils et veuf à partir de 2004. Il vit principalement à Fochteloo. 
Juste avant les Jeux olympiques d'été de 2016 à Rio de Janeiro, Bijkerk devient soudainement presque aveugle et est hospitalisé là-bas. Après cela, il doit arrêter ses activités et il vend sa collection. Sa santé se détériore et il meurt le 7 décembre 2017, à l'âge de 86 ans.